# Abobrinha
Abobrinha, jerimum-mirim, courgette, curgete, abóbora-moganga, abóbora-porqueira, abobrinha italiana, jerimum, abóbora-carneira, abóbora-de-porco ou abóbora-moranga  (Cucurbita pepo L.) é uma planta pertencente à família das cucurbitáceas, assim como a melancia, o melão, o pepino e a abóbora. Pertence ainda ao género das abóboras e costuma-se colher ainda verde.
Originou-se no continente americano, do Peru até o sul dos Estados Unidos. É um fruto de fácil digestão, rico em niacina, além de ser fonte de vitaminas do complexo B e possui pouca caloria.

## Etimologia
"Jerimum" originou-se do tupi yuru'mu.

## Os tipos
Os dois tipos de abobrinha mais comuns no mercado brasileiro são: a abobrinha tipo menina, que tem o fruto com pescoço e a tipo italiana, com o fruto alongado sem pescoço. As cores vão do verde bem claro, quase branco, até verde médio com faixas de cor verde mais escuro. Em alguns mercados, pode-se encontrar fruto de cor amarela forte e uniforme, que não deve ser confundido com o fruto verde amarelecendo por estar velho.
Os frutos são muito sensíveis e se machucam com facilidade, apodrecendo rapidamente nas partes machucadas. Por isto, escolha-os com cuidado, sem apertá-los ou danificá-los com as unhas.

## Produção decourgettesem Portugal
Os dados agrícolas anuais do Instituto Nacional de Estatística (INE) revelam que a produção de courgettes começou a ter expressão em Portugal em 2011, ano em que teve uma área de cultivo de 489 hectares e uma produção de cerca de 19 mil toneladas. Em 2013, chegou a atingir as 20 mil toneladas, mas em 2014 baixou para cerca de 18 mil, apesar de ter chegado aos 615 hectares de cultivo.

Em 2014, Portugal exportou 11 800 toneladas e apenas importou 8 000.

A região Oeste é a maior produtora a nível nacional, com um rendimento anual de cerca de cinco milhões de euros e cerca de 10 mil toneladas para venda em fresco, seguindo-se o Ribatejo, onde a produção se destina à indústria.

## Dicas para consumo

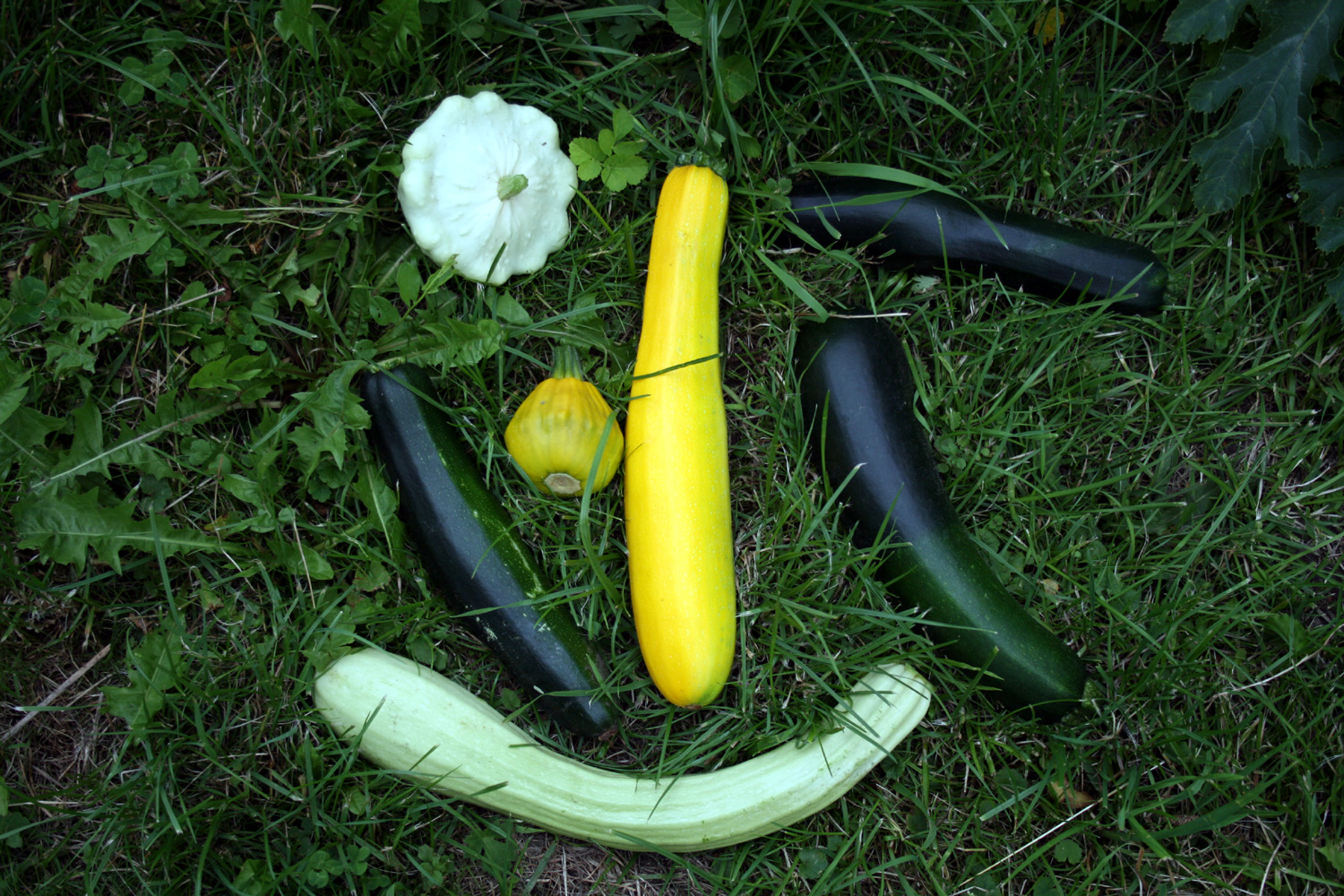
Diferentes modalidades de abobrinha

Escolha os frutos firmes, com a casca de cor brilhante, sem partes escuras ou amolecidas. As abobrinhas devem ter no máximo 20 centímetros de comprimento. Quando menores, são mais tenras e saborosas.
Quando já picada e embalada em filme de plástico, deve obrigatoriamente estar em expositor refrigerado. Preste atenção no prazo de validade e não compre se houver formação de líquido amarelado no fundo da embalagem, o que indica que o fruto está começando a se deteriorar.
Prefira comprar frutos com o cabinho, pois eles se conservarão por mais tempo.
Incremente o sabor do macarrão acrescentado pequenos pedaços de abobrinha cozida ao molho. Pratos da culinária oriental também incorporam facilmente a abobrinha.
Os seguintes temperos combinam com a abobrinha: alho, cebola, pimenta, cebolinha verde, azeite, limão, vinagre, gergelim, manjericão. Igualmente, a abobrinha também pode ser combinada com condimentos tradicionais da culinária oriental (coreana, japonesa ou chinesa) como o shōyu (molho de soja fermentado), azeite de gergelim (extraído de sementes de sésamo torradas) etc.
As flores da abobrinha, bem como as de todos os tipos de abóboras, podem ser incorporados em diferentes pratos por serem comestíveis (por exemplo, em omeletes, saladas etc.).